# コッソンビ熱愛史
『コッソンビ熱愛史』（コッソンビねつあいし、原題： 꽃선비 열애사）は、韓国のSBSで2023年3月20日から5月16日まで放送されたテレビドラマ。日本では動画配信サービスのAmazon Prime Videoで配信されている。下宿屋の女主人と下宿中の科挙受験者の男3人組が繰り広げるロマンティックミステリー時代劇。2023年7月2日から10月29日までNHK BSプレミアム/BS4Kで『コッソンビ 二花院(イファウォン)の秘密』として放送。

## ストーリー
両班（ヤンバン）の娘、ユン・ダノ[タノ]は、両親を亡くし自分の屋敷で、科挙を受けに都に来る＊ソンビのための下宿屋「二花院（イファウォン）」を営む。宿泊する若者は、以前から宿泊しているチョン・ユハ、ひょんなことから下宿することになったカン・サン、持ち金がなく、賭博で遊んでばかりいるキム・シヨルの3人だった。
一方、13年前、世継ぎだった兄を殺害し王座を奪った国王イ・チャンは、兄の息子の廃世孫（ペセソン）(王の継承権を剥奪された孫）イ・ソルを取り逃がしていた。王命を受けた漢城府（ハンソンブ）のチャン・テファがイ・ソルの捜索を開始する。はたしてイ・ソルとは何者なのか。
＊ソンビ：学識があり、高潔な人。コッソンビ：花のように麗しいソンビ。

## キャスト

### 主要人物
()内は日本語吹替え版の声優
ユン・ダノ[タノ]：シン・イェウン （声：松本沙羅)
科挙を受けるソンビ専門の下宿屋「二花院（イファウォン）」の主人。両班（ヤンバン）の家柄だが父の死により、家は没落。気の強い性格を活かして、残された屋敷、二花院を守る。
カン・サン：リョウン （声：鈴木崚汰)
ソンビ。武官の科挙の受験生。ひょんなことから「二花院」に下宿することになったが、タノと惹かれる。
キム・シヨル：カン・フン （声：福山潤)
ソンビ。文官の科挙の受験生。「二花院」の下宿客。持ち金がなく、賭博で遊んでばかりいる。
チョン・ユハ：チョン・ゴンジュ （声：神谷浩史)　
ソンビ。文官の科挙の受験生。「二花院」の下宿客。暴君イ・チャンを打倒することを目標としているが、タノに好意を持つ。

### イ・ソルを追う者
チャン・テファ：オ・マンソク （声：遊佐浩二)
漢城府（ハンソンブ）判官であり、妓楼「富営閣」（プヨンガク）の所有者。
息子の仇である廃世孫イ・ソルを追う。
イ・チャン：ヒョヌ （声：増田俊樹)
朝鮮国王。父王亡き後、正統な世継ぎであった兄イ・ピョンを殺害し、王座を奪った。王権を強固にするため、イ・ソルを捜し出し、排除しようとする。
シン・ウォノ：アン・ネサン （声：森田順平)
左議政（チャイジョン）。王の側近。国と朝廷の安定を望む。行方不明のイ・ソルを捜している。
チャン・ヒョン：クォン・ドヒョン
チャン・テファの息子。父の後継ぎとして武官となり、イ・ソルを見つけて殺害しようとする直前に、イ・ソルを守る番人に殺される。
チョンス：ジヒョク：（声：中西正樹）
漢城府（ハンソンブ）、チャン・テファの部下。カン・サンを誘い出し殺害しようとする直前に、イ・ソルを守る番人に殺される。

### 富営閣（プヨンガク）の人々
ファリョン：ハン・チェア （声：阿部彬名)
妓楼「富営閣」の主人。
パニャ：ファン・ボルムビョル （声：大地葉)
妓楼「富営閣」の妓生（キーセン）。元は両班（ヤンバン）の娘だったが、父親が亡くなって家は没落し、妓生として生きていくことになった。

### 二花院（イファウォン）の人々
羅州（ナジュ）の姉さん：イ・ミド （声：坂本悠里)
「二花院」の使用人。タノと一緒に二花院を切り盛りしているが、料理の腕はあまりよくない。
ユク・ユクホ：イン・ギョジン （声：坂巻学)
ソンビ。万年落第続きの文官の科挙の受験生。「二花院」の下宿客。タノの父の弟子であった。
ユン・ホンジュ：チョ・ヘジュ （声：中恵光城)
タノの姉。亡くなったことになっている。

### 王宮
パク貴人：キル・ウネ （声：衣川里佳)
国王イ・チャンの側室。イ・チャンの世継ぎとなる王子を産むことを望んでいたが、産まれた子が女児だったため、男児とすり替えた。その男児を王位に就けるため、競争相手のイ・ソルを見つけるのを手伝う。
大妃（テビ）：ナム・ギエ （声：野村須磨子)
先王の正室。王イ・チャンと亡きイ・ピョンの母。イ・ソルの祖母。イ・チャンの専制政治が続くにつれ、消えたイ・ソルに希望を託す。
ノ・ソンギル／＊尚膳（サンソン）：イ・ジュニョク （声：石住昭彦)
先王のときに宮中に仕えていた尚膳（サンソン）。イ・ソルが幼いとき近くで見ていて、成長した現在のイ・ソルが識別できる。＊尚膳（サンソン）は王の身辺の世話を担当する最高位の内官。
キム・ファン：チュ・ソクテ
内禁衛将（ネグミジャン）。イ・チャンが唯一信頼する人物。

## スタッフ
- 演出：クォン・ウンミ、キム・ジャヒョン
- 脚本：キム・ジョンミン
- 制作：SBS